# Finali GP2 Series 2011
Le Finali della GP2 Series 2011 (2011 GP2 Final) furono una competizione motoristica, riservata a vetture della GP2 Series, che si tenne nel fine settimana del 12 e 13 novembre 2011 sul Circuito di Yas Marina, negli Emirati Arabi Uniti, a supporto del Gran Premio di Abu Dhabi, diciottesima prova del Campionato mondiale di Formula 1 2011.
Al termine del weekend venne stilata una classifica, con un sistema di punteggio uguale a quello utilizzato durante il campionato. La manifestazione venne vinta dal pilota elvetico Fabio Leimer, della Racing Engineering. L'iSport International si aggiudicò la classifica per scuderie.

## Piloti e team

### Piloti
Rispetto alla stagione regolare vi fu lo scambio tra la Rapax e la Racing Engineering con l'elvetico Fabio Leimer che passò dalla scuderia spagnola e Dani Clos a quella italiana; il primo trovò il francese Nathanaël Berthon, che aveva corso col team iberico nella GP2 Asia Series 2011, mentre Clos fece coppia con l'esordiente Mihai Marinescu.
Jolyon Palmer passò dalla Arden International alla Barwa Addax Team, dove fece coppia con l'esordiente Jake Rosenzweig. L'Arden lo sostituì con un proprio pilota della GP3, Simon Trummer. Stessa scelta per l'ART, che fece correre James Calado, ingaggiato dalla stessa scuderia per la GP3 Series 2011, per sostituire Jules Bianchi.
Dalla GP3 arrivò anche Tom Dillmann, per fare coppia con Marcus Ericsson all'iSport International, nonché la coppia della DAMS ossia Rio Haryanto e Nigel Melker. La Super Nova Racing si affidò a una coppia di piloti italiani, Giacomo Ricci (che corse in GP2 tra il 2009 e il 2010) e Fabio Onidi, proveniente dall'Auto GP.
Alla Coloni Motorsport venne confermato Kevin Ceccon, vincitore proprio dell'Auto GP, che trovò Stefano Coletti che in stagione aveva corso con la Trident Racing. Quest'ultima lo sostituì con Julián Leal, proveniente dalla Rapax. L'Ocean fece correre gli esordienti Nicolas Marroc e António Félix da Costa, mentre la Carlin affiancò a Chilton il pilota ceco Jan Charouz. Infine la Caterham sostituì Valsecchi con un altro pilota della GP3, Alexander Rossi.

### Scuderie
Le 13 scuderie ammesse furono le stesse del campionato.

### Tabella riassuntiva
| Team                    | Nr | Pilota                 |
| ----------------------- | -- | ---------------------- |
| Rapax                   | 1  | Dani Clos              |
| Rapax                   | 2  | Mihai Marinescu        |
| Barwa Addax Team        | 3  | Jake Rosenzweig        |
| Barwa Addax Team        | 4  | Jolyon Palmer          |
| Lotus ART               | 5  | James Calado           |
| Lotus ART               | 6  | Esteban Gutiérrez      |
| Racing Engineering      | 7  | Fabio Leimer           |
| Racing Engineering      | 8  | Nathanaël Berthon      |
| iSport International    | 9  | Tom Dillmann           |
| iSport International    | 10 | Marcus Ericsson        |
| DAMS                    | 11 | Rio Haryanto           |
| DAMS                    | 12 | Nigel Melker           |
| Arden International     | 14 | Josef Král             |
| Arden International     | 15 | Simon Trummer          |
| Super Nova Racing       | 16 | Giacomo Ricci          |
| Super Nova Racing       | 17 | Fabio Onidi            |
| Scuderia Coloni         | 18 | Kevin Ceccon           |
| Scuderia Coloni         | 19 | Stefano Coletti        |
| Trident Racing          | 20 | Julián Leal            |
| Trident Racing          | 21 | Stéphane Richelmi      |
| Ocean Racing Technology | 22 | Nicolas Marroc         |
| Ocean Racing Technology | 23 | António Félix da Costa |
| Carlin                  | 24 | Max Chilton            |
| Carlin                  | 25 | Jan Charouz            |
| Caterham Team Air Asia  | 26 | Alexander Rossi        |
| Caterham Team Air Asia  | 27 | Luiz Razia             |

## Qualifiche

### Risultati
Nella sessione di qualifica si è avuta questa situazione:
| Pos | No. | Pilota                 | Team                   | Tempo    | Griglia |
| --- | --- | ---------------------- | ---------------------- | -------- | ------- |
| 1   | 7   | Fabio Leimer           | Racing Engineering     | 1'49"363 | 1       |
| 2   | 1   | Dani Clos              | Rapax                  | 1'49"570 | 2       |
| 3   | 14  | Josef Král             | Arden International    | 1'49"612 | 3       |
| 4   | 27  | Luiz Razia             | Caterham Team Air Asia | 1'49"649 | 4       |
| 5   | 4   | Jolyon Palmer          | Barwa Addax Team       | 1'49"697 | 5       |
| 6   | 24  | Max Chilton            | Carlin                 | 1'49"737 | 6       |
| 7   | 18  | Kevin Ceccon           | Scuderia Coloni        | 1'49"751 | 7       |
| 8   | 6   | Esteban Gutiérrez      | Lotus ART              | 1'49"822 | 8       |
| 9   | 9   | Tom Dillmann           | iSport International   | 1'50"070 | 9       |
| 10  | 19  | Stefano Coletti        | Scuderia Coloni        | 1'50"070 | 10      |
| 11  | 16  | Giacomo Ricci          | Super Nova Racing      | 1'50"074 | 21      |
| 12  | 5   | James Calado           | Lotus ART              | 1'50"074 | 11      |
| 13  | 12  | Nigel Melker           | DAMS                   | 1'50"147 | 12      |
| 14  | 10  | Marcus Ericsson        | iSport International   | 1'50"230 | 13      |
| 15  | 26  | Alexander Rossi        | Caterham Team Air Asia | 1'50"236 | 14      |
| 16  | 23  | António Félix da Costa | Ocean                  | 1'50"276 | 15      |
| 17  | 8   | Nathanaël Berthon      | Racing Engineering     | 1'50"296 | 16      |
| 18  | 3   | Jake Rosenzweig        | Barwa Addax Team       | 1'50"374 | 17      |
| 19  | 20  | Julián Leal            | Trident Racing         | 1'50"374 | 18      |
| 20  | 11  | Rio Haryanto           | DAMS                   | 1'50"515 | 19      |
| 21  | 21  | Stéphane Richelmi      | Trident Racing         | 1'50"600 | 20      |
| 22  | 15  | Simon Trummer          | Arden International    | 1'50"752 | 22      |
| 23  | 17  | Fabio Onidi            | Super Nova Racing      | 1'51"052 | 23      |
| 24  | 25  | Jan Charouz            | Carlin                 | 1'51"407 | 24      |
| 25  | 2   | Mihai Marinescu        | Rapax                  | 1'51"893 | 25      |
| 26  | 22  | Nicolas Marroc         | Ocean                  | 1'52"550 | 26      |

## Risultati e classifiche

### Gara 1
I risultati di gara 1 sono i seguenti:
| Pos                                                               | Nr | Pilota                 | Team                 | Giri | Tempo/Ritiro | Griglia |
| ----------------------------------------------------------------- | -- | ---------------------- | -------------------- | ---- | ------------ | ------- |
| 1                                                                 | 7  | Fabio Leimer           | Racing Engineering   | 31   | 58'53"563    | 1       |
| 2                                                                 | 27 | Luiz Razia             | Team Air Asia        | 31   | +6"911       | 4       |
| 3                                                                 | 4  | Jolyon Palmer          | Barwa Addax          | 31   | +28"708      | 5       |
| 4                                                                 | 10 | Marcus Ericsson        | iSport International | 31   | +29"812      | 13      |
| 5                                                                 | 18 | Kevin Ceccon           | Coloni               | 31   | +36"619      | 7       |
| 6                                                                 | 9  | Tom Dillmann           | iSport International | 31   | +41"518      | 9       |
| 7                                                                 | 23 | António Félix da Costa | Ocean                | 31   | +42"496      | 15      |
| 8                                                                 | 5  | James Calado           | Lotus ART            | 31   | +45"669      | 11      |
| 9                                                                 | 8  | Nathanaël Berthon      | Racing Engineering   | 31   | +51"345      | 16      |
| 10                                                                | 19 | Stefano Coletti        | Coloni               | 31   | +1'02"481    | 10      |
| 11                                                                | 16 | Giacomo Ricci          | Super Nova Racing    | 31   | +1'08"632    | 21      |
| 12                                                                | 11 | Rio Haryanto           | DAMS                 | 31   | +1'13"503    | 19      |
| 13                                                                | 26 | Alexander Rossi        | Team Air Asia        | 31   | +1'16"572    | 14      |
| 14                                                                | 22 | Nicolas Marroc         | Ocean                | 31   | +1'28"973    | 26      |
| 15                                                                | 12 | Nigel Melker           | DAMS                 | 31   | +1'30"328    | 12      |
| 16                                                                | 20 | Julián Leal            | Trident Racing       | 31   | +1'33"669    | 18      |
| 17                                                                | 2  | Mihai Marinescu        | Rapax                | 31   | +1'35"334    | 25      |
| 18                                                                | 17 | Fabio Onidi            | Super Nova Racing    | 31   | +1'43"541    | 23      |
| 19                                                                | 21 | Stéphane Richelmi      | Trident Racing       | 30   | +1 giro      | 20      |
| 20                                                                | 14 | Josef Král             | Arden International  | 30   | +1 giro      | 3       |
| 21                                                                | 6  | Esteban Gutiérrez      | Lotus ART            | 30   | +1 giro      | 8       |
| Rit                                                               | 3  | Jake Rosenzweig        | Barwa Addax          | 23   |              | 17      |
| Rit                                                               | 15 | Simon Trummer          | Arden International  | 23   |              | 22      |
| Rit                                                               | 25 | Jan Charouz            | Carlin               | 18   |              | 24      |
| Rit                                                               | 24 | Max Chilton            | Carlin               | 2    |              | 6       |
| Rit                                                               | 1  | Dani Clos              | Rapax                | 1    |              | 2       |
| Giro veloce: Fabio Leimer (Racing Engineering) 1'51"493 (giro 23) |    |                        |                      |      |              |         |

### Gara 2
I risultati di gara 2 sono i seguenti:
| Pos                                                        | Nr | Pilota                 | Team                   | Giri | Tempo/Ritiro | Griglia |
| ---------------------------------------------------------- | -- | ---------------------- | ---------------------- | ---- | ------------ | ------- |
| 1                                                          | 5  | James Calado           | Lotus ART              | 22   | 41'26"194    | 1       |
| 2                                                          | 10 | Marcus Ericsson        | iSport International   | 22   | +1"770       | 5       |
| 3                                                          | 9  | Tom Dillmann           | iSport International   | 22   | +7"695       | 3       |
| 4                                                          | 4  | Jolyon Palmer          | Barwa Addax            | 22   | +13"040      | 6       |
| 5                                                          | 6  | Esteban Gutiérrez      | Lotus ART              | 22   | +27"012      | 21      |
| 6                                                          | 18 | Kevin Ceccon           | Coloni                 | 22   | +28"025      | 4       |
| 7                                                          | 26 | Alexander Rossi        | Caterham Team Air Asia | 22   | +29"909      | 13      |
| 8                                                          | 2  | Luiz Razia             | Caterham Team Air Asia | 22   | +30"022      | 7       |
| 9                                                          | 1  | Dani Clos              | Rapax                  | 22   | +30"139      | 25      |
| 10                                                         | 7  | Fabio Leimer           | Racing Engineering     | 22   | +30"570      | 8       |
| 11                                                         | 17 | Fabio Onidi            | Super Nova Racing      | 22   | +33"066      | 18      |
| 12                                                         | 14 | Josef Král             | Arden International    | 22   | +40"517      | 20      |
| 13                                                         | 23 | António Félix da Costa | Ocean                  | 22   | +44"351      | 2       |
| 14                                                         | 3  | Jake Rosenzweig        | Barwa Addax            | 22   | +45"524      | 22      |
| 15                                                         | 15 | Simon Trummer          | Arden International    | 22   | +45"921      | 26      |
| 16                                                         | 24 | Max Chilton            | Carlin                 | 22   | +46"846      | 24      |
| 17                                                         | 25 | Jan Charouz            | Carlin                 | 22   | +48"347      | 23      |
| 18                                                         | 21 | Stéphane Richelmi      | Trident Racing         | 22   | +48"702      | 19      |
| 19                                                         | 8  | Nathanaël Berthon      | Racing Engineering     | 22   | +49"101      | 9       |
| 20                                                         | 12 | Nigel Melker           | DAMS                   | 22   | +49"778      | 15      |
| 21                                                         | 20 | Julián Leal            | Trident Racing         | 22   | +50"399      | 16      |
| 22                                                         | 22 | Nicolas Marroc         | Ocean                  | 22   | +53"398      | 14      |
| 23                                                         | 16 | Giacomo Ricci          | Super Nova Racing      | 22   | +59"543      | 11      |
| 24                                                         | 11 | Rio Haryanto           | DAMS                   | 22   | +1'12"642    | 12      |
| 25                                                         | 19 | Stefano Coletti        | Coloni                 | 21   | Collisione   | 10      |
| Rit                                                        | 2  | Mihai Marinescu        | Rapax                  | 10   | Incidente    | 17      |
| Giro veloce: Luiz Razia (Team Air Asia) 1'51"551 (giro 15) |    |                        |                        |      |              |         |

### Classifica piloti
| Pos | Pilota                 | G1  | G2   | Punti |
| --- | ---------------------- | --- | ---- | ----- |
| 1   | Fabio Leimer           | 1   | 10   | 13    |
| 2   | Marcus Ericsson        | 4   | 2    | 10    |
| 3   | Luiz Razia             | 2   | 8    | 9     |
| 4   | Jolyon Palmer          | 3   | 4    | 9     |
| 5   | James Calado           | 8   | 1    | 7     |
| 6   | Tom Dillmann           | 6   | 3    | 7     |
| 7   | Kevin Ceccon           | 5   | 6    | 5     |
| 8   | Esteban Gutiérrez      | 21  | 5    | 2     |
| 9   | António Félix da Costa | 7   | 13   | 2     |
| 10  | Alexander Rossi        | 13  | 7    | 0     |
| 11  | Nathanaël Berthon      | 9   | 18   | 0     |
| 12  | Dani Clos              | Rit | 9    | 0     |
| 13  | Stefano Coletti        | 10  | 21 † | 0     |
| 14  | Fabio Onidi            | 18  | 11   | 0     |
| 15  | Giacomo Ricci          | 11  | 23   | 0     |
| 16  | Josef Král             | 20  | 12   | 0     |
| 17  | Rio Haryanto           | 12  | 24   | 0     |
| 18  | Nicolas Marroc         | 14  | 22   | 0     |
| 19  | Jake Rosenzweig        | Rit | 14   | 0     |
| 20  | Nigel Melker           | 15  | 20   | 0     |
| 21  | Simon Trummer          | Rit | 15   | 0     |
| 22  | Julián Leal            | 16  | 21   | 0     |
| 23  | Max Chilton            | Rit | 16   | 0     |
| 24  | Mihai Marinescu        | 17  | Rit  | 0     |
| 25  | Jan Charouz            | Rit | 17   | 0     |
| 26  | Stéphane Richelmi      | 19  | 18   | 0     |
| Pos | Pilota                 | G1  | G2   | Punti |

| Colore  | Risultato             |
| ------- | --------------------- |
| Oro     | Vincitore             |
| Argento | 2º posto              |
| Bronzo  | 3º posto              |
| Verde   | Finito a punti        |
| Blu     | Finito senza punti    |
| Viola   | Ritirato (Rit)        |
| Viola   | Non classificato (NC) |
| Rosso   | Non qualificato (NQ)  |
| Nero    | Squalificato (SQ)     |
| Bianco  | Non partito (NP)      |
| Bianco  | Non ha gareggiato     |
| Bianco  | Infortunato (INF)     |
| Bianco  | Escluso (ES)          |
| Bianco  | Gara cancellata (C)   |

### Classifica scuderie
| Pos | Team                   | Vettura No. | G1  | G2   | Punti |
| --- | ---------------------- | ----------- | --- | ---- | ----- |
| 1   | iSport International   | 9           | 6   | 3    | 17    |
| 1   | iSport International   | 10          | 4   | 2    | 17    |
| 2   | Racing Engineering     | 7           | 1   | 10   | 13    |
| 2   | Racing Engineering     | 8           | 9   | 18   | 13    |
| 3   | Lotus ART              | 5           | 8   | 1    | 9     |
| 3   | Lotus ART              | 6           | 21  | 5    | 9     |
| 4   | Caterham Team Air Asia | 26          | 13  | 7    | 9     |
| 4   | Caterham Team Air Asia | 27          | 2   | 8    | 9     |
| 5   | Barwa Addax            | 3           | Rit | 14   | 9     |
| 5   | Barwa Addax            | 4           | 3   | 4    | 9     |
| 6   | Coloni                 | 18          | 5   | 6    | 5     |
| 6   | Coloni                 | 19          | 10  | 21 † | 5     |
| 7   | Ocean                  | 22          | 14  | 22   | 2     |
| 7   | Ocean                  | 23          | 7   | 13   | 2     |
| 8   | Rapax                  | 1           | Rit | 9    | 0     |
| 8   | Rapax                  | 2           | 17  | Rit  | 0     |
| 9   | Super Nova Racing      | 16          | 11  | 23   | 0     |
| 9   | Super Nova Racing      | 17          | 18  | 11   | 0     |
| 10  | DAMS                   | 11          | 12  | 24   | 0     |
| 10  | DAMS                   | 12          | 15  | 20   | 0     |
| 11  | Arden International    | 14          | 20  | 12   | 0     |
| 11  | Arden International    | 15          | Rit | 15   | 0     |
| 12  | Carlin                 | 24          | Rit | 16   | 0     |
| 12  | Carlin                 | 25          | Rit | 17   | 0     |
| 13  | Trident Racing         | 20          | 16  | 21   | 0     |
| 13  | Trident Racing         | 21          | 19  | 18   | 0     |
| Pos | Team                   | Vettura No. | G1  | G2   | Punti |

| Colore  | Risultato             |
| ------- | --------------------- |
| Oro     | Vincitore             |
| Argento | 2º posto              |
| Bronzo  | 3º posto              |
| Verde   | Finito a punti        |
| Blu     | Finito senza punti    |
| Viola   | Ritirato (Rit)        |
| Viola   | Non classificato (NC) |
| Rosso   | Non qualificato (NQ)  |
| Nero    | Squalificato (SQ)     |
| Bianco  | Non partito (NP)      |
| Bianco  | Non ha gareggiato     |
| Bianco  | Infortunato (INF)     |
| Bianco  | Escluso (ES)          |
| Bianco  | Gara cancellata (C)   |